# 茨城県立鉾田第一高等学校・附属中学校
茨城県立鉾田第一高等学校・附属中学校（いばらきけんりつほこただいいちこうとうがっこう・ふぞくちゅうがっこう）は、茨城県鉾田市鉾田にある県立高等学校・中学校。通称「鉾田一高（ほこたいちこう）」、「鉾一（ほこいち）」。鹿行地区では「一高（いちこう）」とも呼ばれる。

## 沿革
- 大正11年（1922年）2月16日 - 茨城県立鉾田中学校（旧制）を鹿島郡鉾田町内に設置。
- 昭和22年（1947年）4月1日 - 文部省令により併設中学校（新制）設置
- 昭和23年（1948年）4月1日 - 学制改革により、茨城県立鉾田高等学校発足。
- 昭和24年（1949年）4月1日 - 高等学校再編成により、茨城県立鉾田第一高等学校に改称。
- 平成19年（2007年）4月1日 - 全日制課程を単位制普通科に改変。
- 令和2年（2020年）4月1日 - 附属中学校併設(1学年1クラス)。

## 出身者

### 政官界
- 竹内藤男（中10回） 元茨城県知事、元参議院議員
- 石津政雄（高17回） 元大洋村長、元大学講師、元衆議院議員、元総務大臣政務官
- 鈴木周也（高42回） 行方市長

### 文化・芸術
- 栗山富夫（高11回） 映画監督（「釣りバカ日誌」シリーズ第1～10作）
- 箕輪幸人（高28回） テレビ新広島代表取締役社長、元フジテレビ常務取締役・報道局長・解説委員長
- 小林光恵[1]（高31回） 作家（「おたんこナース」、「ナースマンがゆく」など）
- 門井肇（高43回） 映画監督（「棚の隅」、「休暇」）
- 三須亜希子（高46回） フリーアナウンサー 、元NHKキャスター
- 石田たくみ（高59回） お笑いタレント（カミナリ）

### スポーツ
- 梶間健一（農20回） 元プロ野球選手・元コーチ（ヤクルトスワローズ）
- 高柳秀樹（高27回） 元プロ野球選手（南海・ダイエー）、元コーチ（中日ドラゴンズなど）
- 関清和（高35回） 元プロ野球選手（ロッテオリオンズ）
- 浅野哲也（高37回） サッカー指導者、スポーツ解説者、元Jリーグ選手（名古屋グランパスエイトなど）
- 木滝和幸（高38回）映画制作・配給会社代表取締役
- 東野峻（高57回） 元プロ野球選手（巨人・オリックス・DeNA）
- 坂寄晴一（高61回） 兵庫県警警察官、元プロ野球選手（オリックス）